# Simone de Oliveira
Simone de Oliveira, née Simone de Macedo e Oliveira le 11 février 1938 à Lisbonne, est une chanteuse et actrice portugaise.
Elle a été sélectionnée à deux reprises pour représenter le Portugal au Concours Eurovision de la chanson, en 1965 à Naples avec la chanson Sol de inverno et en 1969 à Madrid avec la chanson Desfolhada portuguesa,.